# Fascia supra-épineux
Le fascia supra-épineux (ou aponévrose du sus-épineux) est le fascia qui recouvre le muscle supra-épineux.
Il est épais médialement, mais plus fin latéralement sous le ligament coraco-acromial.
Sa face profonde donne attache aux fibres superficielles du muscle.
Il s'attache à la bourse subdeltoïdienne et au ligament coraco-acromial.